# Andrzej Młynarczyk (aktor)
Andrzej Młynarczyk (ur. 8 marca 1980 w Krakowie) − polski aktor telewizyjny, filmowy i teatralny.

## Życiorys

### Rodzina i edukacja
Urodził się w Krakowie, wychowywał się w Bieżanowie-Prokocimiu w rodzinie katolickiej wraz z trojgiem rodzeństwa, jako jeden z synów wykładowców akademickich – inżynierów.
W szkole podstawowej brał udział w konkursach recytatorskich. W liceum postanowił, że zostanie reżyserem. Ukończył XXV Liceum Ogólnokształcące im. Stefana Żeromskiego w Krakowie (absolwent klasy o profilu artystycznym).
Uczęszczał do krakowskiego Lart studiO, prywatnego Policealnego Studia Aktorskiego. Pracował też dorywczo jako barman. Rok później kontynuował naukę w łódzkiej filmówce, a następnie w Akademii Teatralnej im. Aleksandra Zelwerowicza w Warszawie. Dyplom obronił pod kierunkiem Anny Seniuk i Zbigniewa Zapasiewicza. Przez cztery lata trenował strzelectwo sportowe.

### Kariera
Podczas studiów aktorskich zadebiutował niewielką rolą mordercy w szekspirowskim spektaklu Makbet (2000) na scenie krakowskiego Teatru „Bagatela” z Aleksandrem Domogarowem i Danutą Stenką.  W 2002 zagrał postać Jacka Lenarczyka w serialu TVP1 Plebania oraz pojawił się w roli Eryka w serialu TVP2 Na dobre i na złe (2002, 2003). Po ukończeniu studiów związał się z krakowskimi teatrami: STU (2004–2005), w którym zagrał Wacława w komedii Aleksandra Fredry Zemsta w reżyserii Krzysztofa Jasińskiego, i im. Juliusza Słowackiego (od 2004). Telewidzowie mogli go oglądać w serialach: Oficer (2004), Rodzina zastępcza (2004, w roli szefa Majki), Kryminalni (2005), Pierwsza miłość (2007, jako niewidomy Przemysław).
W latach 2007–2017 grał Tomasza Chodakowskiego w telenoweli TVP2 M jak miłość. W 2010 uczestniczył w 12. edycji programu Taniec z gwiazdami w TVN, a w 2015 – w pierwszej serii programu Celebrity Splash! w telewizji Polsat. W listopadzie 2017 wystąpił w kampanii prozdrowotnej Ministerstwa Zdrowia. W 2018 uczestniczył w dziewiątej edycji programu Twoja twarz brzmi znajomo w Polsacie, a w 2019 wystartował w programie Ninja Warrior Polska w Polsacie.
W maju 2023 za rolę Andrzeja Potocznego w serialu Puls 2 Dzielnica strachu zdobył Telekamerę „Tele Tygodnia” dla aktora.

## Życie prywatne
Związany z Elizą Ziemińską.

## Filmografia

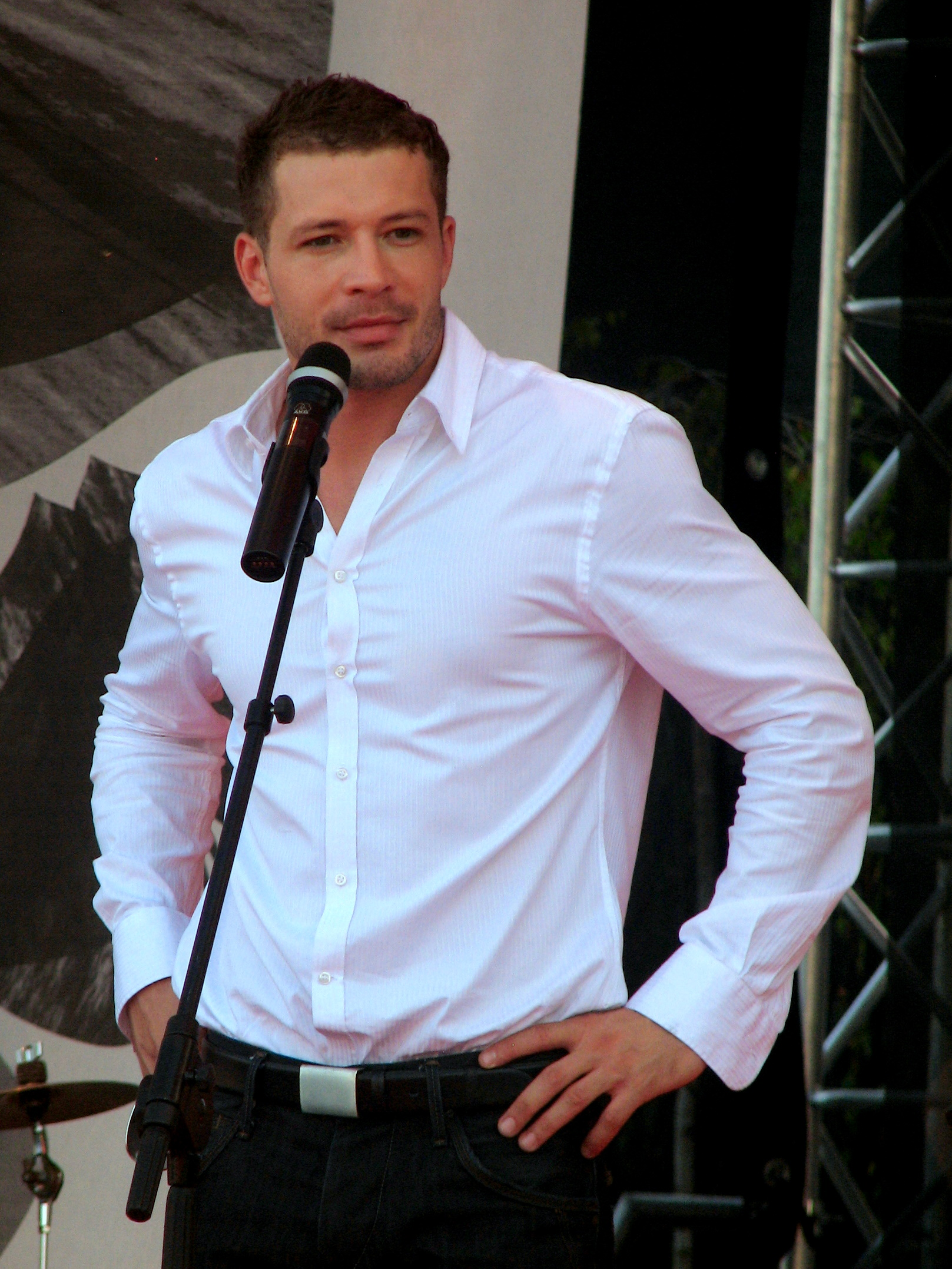
Młynarczyk w Gdyni (2010)

- 2002: Świat według Kiepskich jako urzędnik (odc. 107)
- 2002: Plebania jako Jacek Lenarczyk
- 2002–2003: Na dobre i na złe jako Eryk (gościnnie)
- 2003–2007: Fala zbrodni jako pracownik Banku (gościnnie)
- 2004–2007: Kryminalni jako Daniel, chłopak Ani (gościnnie)
- 2004–2005: Oficer jako aktor recytujący w Łazienkach w odcinku 10 Zdrada (gościnnie)
- 2004: Rodzina zastępcza jako Stefan − szef Majki (gościnnie)
- 2005–2006: Wielkie ucieczki jako Ludwik Niemczyk
- 2005: Niania jako ochroniarz Szwai (gościnnie)
- 2005: Tak miało być jako Marek (gościnnie)
- 2006–2007: Hela w opałach jako inkasent (gościnnie)
- 2006: Kochaj mnie, kochaj! jako Zbyszek, dziennikarz
- 2007–2008: Pierwsza miłość jako Przemek Wiśniowiecki
- 2007: Katyń jako oficer
- 2007: Determinator jako Andrzej Brzostek
- 2007: Tylko miłość jako Jaro, barman w night clubie
- 2007–2017: M jak miłość jako policjant Tomasz Chodakowski
- 2008: Lejdis jako ślusarz
- 2008: Ile waży koń trojański? jako Zdzisław, mąż Teresy
- 2009: Ostatnia akcja jako gangster Damian
- 2009: Różyczka jako aktor w dziadach
- 2011: Och, Karol 2 jako współpracownik Karola
- 2012: Hotel 52 jako Rafał Mazurek (odc. 53)
- 2014: Ojciec Mateusz jako Armando Fabrizi (odc. 156)
- 2020: Ślad jako Edward Florczak (odc. 105)
- 2020: Korona królów jako Sirputis
- 2020: Komisarz Alex jako Jacek Pieczarski (odc. 166)
- 2021: Pitbull jako Sekretarz
- 2021: Mecenas Porada jako Julian Borzym (odc. 10)
- od 2021: Dzielnica strachu jako dzielnicowy Andrzej Potoczny
- 2025: Ojciec Mateusz – scenarzysta Michał Gabrysiak (odc. 421)
- 2025: Na sygnale – „Fasol” (odc. 708–710)

### Dubbing
- 2011: Generator Rex jako Agent 6
- 2011: Batman: Odważni i bezwzględni

## Programy telewizyjne
- 2025: Kabaret K2. Jedziemy po bandzie (odc. 1–8)

## Nagrody
- 2023: Telekamera „Tele Tygodnia” dla najlepszego aktora